# 鈴木沙和子
鈴木 沙和子（すずき さわこ、1981年11月6日 - ）は、日本のフリーアナウンサー。オールウェーブ・アソシエツ所属。

## 来歴
神奈川県横浜市出身。慶應義塾大学文学部教育学専攻卒業。
大学卒業後、2004年4月に福井放送 (FBC) に入社。同期に元同局アナウンサーの山田恵梨子がいる。鈴木はFBC入社前に東京アナウンスセミナーに通っていたことがあるが、そこでも山田と同期であった（共に4期生）。
2009年3月にFBCを退社し、フリーに転向。以後は東京と神奈川を拠点に活動している。
2015年10月から3年間ロンドンに滞在。2017年4月にロンドンで長男を出産し、2018年10月に日本へ帰国した。

## 担当番組
特記のないデータは、すべて2018年12月時点の公式プロフィールに記載されていたデータからの参考。

### 福井放送
- 夕方いちばんプラス1フライデー - 「フライデーMINIキネマ」担当[1]、MC
- 土曜は朝らじ！[2]
- Newsリアルタイムふくい - キャスター[11]
- おじゃまっテレ[12] - 月曜 - 木曜17時台県内ニュース担当
- おじゃまっテレFRIDAY - 「おじゃ金中継」リポーター[12]

### フリー転向後
- 江戸川区役所・えどがわ区民ニュース（J:COM 江戸川） - リポーター[11]
- Welcome to ADACHI（あだちシティビジョン） - リポーター[11]
- ラジオ日本 土曜・日曜競馬実況中継（ラジオ日本） - パドック担当（2010年4月 - 2015年10月）
- デイリーニュース（J:COM 小田原） - キャスター（2010年4月 - ）
- ずばり!横濱（テレビ神奈川） - リポーター（2010年5月 - ）
- news every.（日本テレビ） - 「特集」リポーター（2010年6月 - ）
- 中央競馬大作戦（ラジオ日本）
- 地域情報便じもっと!!（横浜ケーブルビジョン） - キャスター（2013年4月 - 2015年9月）
- 中央競馬的中戦隊☆アテルンジャー（ラジオ日本）
- 櫻井浩二 インサイト（RKB毎日放送） - 「世界の街角から」電話出演（2016年11月 - 2018年9月）[13][14]

## エピソード
2011年ごろからラジオ日本で競馬中継のアナウンスを担当していたことがあるが、毎回のように噛んでいたため、聴取者から苦情が相次いでいたことがある。